# Іларій Піктавійський
Іларій Піктавійський або «Іларій з Пуатьє» (близько 315 — 13 січня 367) — християнський святий, єпископ і Вчитель Церкви, видатний теолог Заходу. За свою тверду позицію в боротьбі з аріанською єрессю, що заперечувала божественність Христа, отримав прізвисько «Афанасій Заходу».

## Біографія

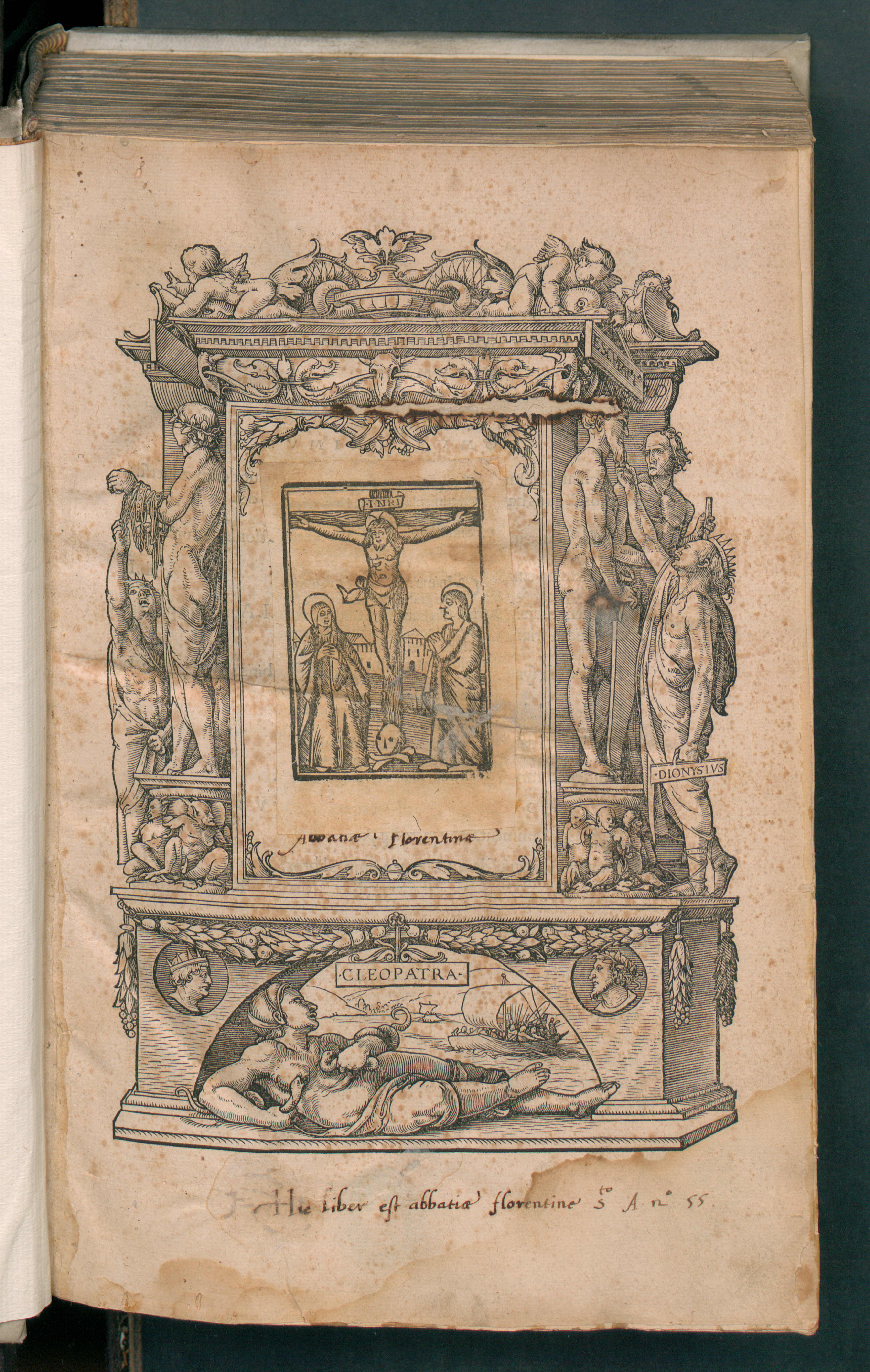
Lucubrationes, 1523

За свідченням св. Єроніма, народився в Пуатьє (Аквітанія) у другому десятилітті IV століття. Походив із знатного роду, отримав класичну освіту і присвятив ранні роки життя вивченню філософії. Прагнення осягнути сенс життя спонукало його звернутися до Нового Заповіту. За переказами, в той момент, коли він читав пролог Євангелія від Івана, де містилося вчення про божественне Слово-Логос, на нього зглянувся небесне світло, що спонукало його до хрещення.
Близько 350 року Іларій був обраний єпископом його рідного міста, він був до того моменту одружений (білий священник). Іларій не узяв участі в Арелатському (353) і Медіоланському (355) соборах, які підтвердили скинення св. Афанасія Александрійського, проте активно зайнявся організацією опозиції гальських єпископів по відношенню до Сатурніна, аріанство єпископа Арля, за що був засланий Констанцієм в Малу Азію як політичний баламут.
У 354–360 роках, будучи єпископом у Пуатьє Іларій дав благословення Мартіну Турському заснувати перший пустельний монастир у Галлії, пустинь Лігюже (Ligugé) біля Пуатьє (монастир у Лігюже існує донині). Цим спонукав Мартіна з Туру стати родоначальником Галльського (французького) чернецтва.
У період заслання (356–359) Іларій написав свій головний богословський твір, трактат «Про Трійцю» (De Trinitate), присвячений доведенню божественності Сина (Ісуса Христа). Цікаво, що в іншому важливому творі, «Про собори» (De synodis), Іларій розповідає про те, що лише перед самим засланням він вперше познайомився з Нікейським символом віри. У трактаті «Про Трійцю» висловлена думка про те, що різниця між правовірним і єретичним віровченням іноді може виявитися різним розумінням термінів, а не дійсно різними думками.
Про ліберальність його поглядів свідчить успіх, якого він досяг у встановленні контактів з різними релігійними партіями на Сході. У той же час Іларій засудив як «святотатство» декларацію крайніх аріан, які взяли 2-у Сірмійску формулу (357), згідно з якою Син «не подібний» до Отця. На Селевкійському соборі (359) він вітав перемогу поміркованої партії на чолі з єпископом Василем Анкірським і схвалив прийняття «Антіохійського символу віри», який міг стати гарантом правовірності Східної церкви.
На початку 360 року Іларій звернувся до імператора з проханням дозволити йому зустрітися в публічному диспуті з Сатурніном і взяти участь у новому Константинопольському соборі («До Констанцію Августа», книга друга), однак на обидва прохання отримав відмову, після чого виступив з викриттям Констанція («Проти Констанція Августа»). Все ж 361 року Іларію було дозволено повернутися в Галію, де він відновив свою боротьбу з Сатурніном, в результаті чого останній був знову засуджений на Паризькому соборі (361).
З цього моменту аріанство втратило свої позиції в Галлії, і Іларій спробував переконати імператора Юліана відправити у заслання аріанина Авксентія, єпископа Медіоланського, однак до аріан язичницький імператор ставився терпимо і відмовився це зробити.
Іларій помер, ймовірно, 13 січня 367 року. Папа Пій IX проголосив його Вчителем Церкви 13 травня 1851 року.

## Творчість
Іларій є автором егзегетичних робіт. У доробку також присутній «Коментар до Євангелія від Матвія і Псалмам», історико-полемічні твори: «До цезаря Констанцію», що містить полеміку з аріанством; «Проти цезаря Констанція», в якому висловлюється протест проти допущеної несправедливості; «Проти аріан», де описує небезпеки, які тягнуть за собою помилки аріан; «Про синоди» — твір, важливий для дослідження аріанських суперечок. Листи Іларія втрачені.
Був автором гімнів, з яких збереглося лише 3 сильно зіпсованих уривки. Заслугою Іларія є внесок у вчення про Трійцю та ознайомлення Заходу з теологічної наукою Сходу. Він був першим автором гімнів на Заході.

## Переклади
- Памятники средневековой латинской литературы IV—VII вв. М.: Наследие. 1998. С. 19-35.(рос.)
- Англійський переклад (Vol. IX) [Архівовано 6 травня 2011 у Wayback Machine.] (англ.)